# ジェームズ・クラーク・マクスウェル
ジェームズ・クラーク・マクスウェル（英語: James Clerk Maxwell、1831年6月13日 - 1879年11月5日）は、イギリス・スコットランドの理論物理学者。姓はマックスウェルと表記されることもある。
マイケル・ファラデーによる電磁場理論をもとに、1864年にマクスウェルの方程式を導いて古典電磁気学を確立した。さらに電磁波の存在を理論的に予想しその伝播速度が光の速度と同じであること、および横波であることを示した。これらの業績から電磁気学の最も偉大な学者の一人とされる。また、土星の環や気体分子運動論・熱力学・統計力学などの研究でも知られている。

## 経歴
マクスウェルは1831年6月13日にスコットランドのエディンバラで、弁護士のジョン・クラーク (John Clerk) とフランシス・ケイ (Frances Cay) の間に生まれた。父のジョンはマクスウェル家の持つ1,800エーカーの広大な土地を相続しており、それがあるスコットランド南西部のミドルビーでマクスウェルは幼少期を過ごした。近くには学校がなかったため母のフランシスが教師となったが8歳の時に母ががんで亡くなり、以後は相性の悪い家庭教師の下で2年間学んだ。1841年11月に10歳でエディンバラ中等学校に入学し、当初は訛りをからかわれたもののやがて早熟な才能を示した。14歳の時には書いた詩が『エディンバラ通信』に掲載され、その半年後には複数の焦点を用いた卵形線の定義とこれに基づいたピンと糸による描法を考え出し、論文として発表している。この業績はエディンバラ大学のジェームズ・フォーブスに認められ、エディンバラ王立協会で発表された。
1847年に16歳でエディンバラ大学に入学し、偏光による弾性ひずみの観察の研究などを行なった。さらに1850年にケンブリッジ大学のピーターハウスカレッジに入学したが、翌学期から学内のトリニティーカレッジに移った。なお、当時のケンブリッジには物理学者のジョージ・ガブリエル・ストークスやウィリアム・ヒューウェルがいた。1854年に数学の学位を2位の成績で取得して卒業している。この時1位だった数学者のラウスに負けた悔しさからマクスウェルは学内の数学のスミス賞を狙い、こちらはラウスと同時受賞となった。
卒業後も教授の資格を得るためにトリニティーカレッジに残ってフェローとして研究や学生の指導を行ない、1855年12月10日にはマイケル・ファラデーの提唱した磁気力線に関する論文を発表した。これが契機となって、後にファラデーとの間に交流が生まれている。1856年4月30日付でトリニティーカレッジの研究員となり、さらに同年10月15日に故郷のスコットランドのアバディーンにあるマーシャルカレッジで科学哲学の教授に就任した。なお、4月2日には父・ジョンが亡くなった。この頃ケンブリッジのアダムズ賞に取り組み、1857年度の課題だった「土星の環の構造と安定性」について1856年12月16日に論文を提出し、翌1857年5月30日に受賞した。この論文において安定して環が存在し続けるためには、環は無数の粒子から構成されていなければならないとの結論を得ている。1858年2月にはマリシャルの学長の娘であるキャサリン・マリー・デュワーと婚約し、同年6月に披露宴を挙げている。1859年9月21日に発表した気体の動力学的理論の論文では、個々の粒子の速度分布はマクスウェル分布に従う事を示した。
1860年、マーシャルカレッジと近郊のキングスカレッジとの統合にともない教授の職を失った。マクスウェルはグレンレア領の領主であり、所有地からの収入は年間2,000ポンドに上っており収入の不安はなかったが、マックスウェルは同年10月からロンドンのキングス・カレッジ・ロンドン（前述の統合校とは別）の応用科学の教授職に就いた。1861年には、光の三原色それぞれのフィルターを着けて撮影した3枚の写真を重ねることで史上初めてカラー写真の撮影に成功した。右図のように被写体はタータンリボンであり、この結果は同年5月17日に王立研究所で発表された。また同年、気体の分子運動論の論文を発表した。この論文では、エーテルの中で力線に沿って整列した渦流が敷き詰められ、その間に小さな歯車のような存在があって噛み合っているという力学モデルを提案した。これは現実的ではないが、ここから正確なアンペールの法則が初めて導き出された。さらにエーテルを弾性体として電気・磁気の力によって伝播する波の速度を求めたところ、光速度とほぼ一致することが明らかになった。すなわち光は横波であり、かつ電磁気と一体の現象として捉えられることがわかった。同年王立協会フェロー選出。
これらを整理して渦流を用いずに説明できる電磁場のモデルであるマクスウェルの方程式を導き、1864年に王立協会で発表した。1864年（及び1870年）には、マクスウェル・ベティの相反作用の定理に関係する論文も発表している。
1865年4月にマクスウェルは論文執筆などで多忙のため、キングスカレッジを退職した。同年秋に故郷のミドルビーに戻り、1867年の春から夏にかけては妻の転地療養も兼ねてイタリアを訪れている。1868年には論文の中で電磁波という言葉を使用し、電気と磁気の相関に触れた。また1871年には著作の中で、クラウジウスが提唱した熱力学第二法則に疑問を投げかけ、マクスウェルの悪魔の思考実験を示した。マクスウェルは1865年以降スコットランドの自宅で研究を続けていたが、ケンブリッジ大学で実験物理学講座が開設されることになると同大学からの懇請を受け、1871年3月8日にケンブリッジ大学で実験物理学の初代教授となった。ここでは総長の第7代デヴォンシャー公ウィリアム・キャヴェンディッシュの基金によるキャヴェンディッシュ研究所設立に貢献し、1874年6月16日開所と同時に初代所長となった。またこのとき、デヴォンシャー公から彼の親族にあたるヘンリー・キャヴェンディッシュの遺稿を渡され、マクスウェルはこの実験を再現していき1879年には論文集を発行している。1877年にはアダムズ賞の審査員となり、かつて同級生だったラウスがこれを受賞している。1879年夏季にミドルビーに帰省した際に2年前から患った腹部の癌が悪化し、ケンブリッジで治療を受けるも11月5日に逝去した。

## 人物
アルベルト・アインシュタインは1920年代にケンブリッジ大学を訪問した際に、自分の業績はアイザック・ニュートンよりもマクスウェルに支えられた所が大きいと述べた。

## 受賞歴
- スミス賞 (1854)
- アダムズ賞 (1857)
- ランフォード・メダル (1860)
- ベーカリアン・メダル (1866)
- キース賞 (1869 - 71)

## ギャラリー
- 若きマクスウェル
- 史上初のカラー写真
- マクスウェルの方程式の銘板（キングスカレッジ）
- マクスウェルの記念碑（エディンバラ）

### マクスウェルの著作で邦訳があるもの
- マクスウェル, ジェームズ・クラーク 著、竹内薫 訳『電気論の初歩 上』シャムハトプレス、2006年2月。ISBN 978-4-903031-05-7。
- マクスウェル, ジェームズ・クラーク 著、井口和基 訳『マックスウェルの電磁気学』太陽書房、2012年12月25日。ISBN 978-4-86420-065-3。
- 物理学史研究刊行会 編、佐光興亜, 松村博之, 長浜惲 訳『気体分子運動論』東海大学出版会〈物理学古典論文叢書 5〉、1971年1月。 NCID BN00957900。
  - 佐光興亜 訳：
    - 『気体の動力学的理論の例示』
    - 『気体の動力学的理論について』

  - 松村博之 訳：
    - 『質点系におけるエネルギーの平均分布に関するBoltzmannの理論について』

### 評伝
- 矢島, 祐利『マックスウェル』弘文堂〈科学史をつくる人々〉、1950年。doi:10.11501/1160997。
- カルツェフ, ウラジミール・ペトロヴィチ 著、早川光雄, 金田一真澄 訳『マクスウェルの生涯: 電気文明の扉を開いた天才』東京図書、1976年。
- エヴァリッツ, フランシス「ジェームズ・クラーク・マクスウェル 電気と磁気を統一した男」『パリティ』 22巻、10号、パリティ編集委員会、2007年、19–28頁。
- 宮下, 保「自然へのまなざし マクスウェルの場合」『東海大学海洋学部紀要』第27巻、2001年、59–80、ISSN 09167757。
- 太田, 浩一「マクスウェルは世界を変えた」『数理科学』 455巻、サイエンス社、2001年5月、9–18頁。
- 久保, 泉「エルゴード伝説 マックスウェルとボルツマンの成果」『数学セミナー』 21巻、10号、1982年、74–80頁。
- Campbell, Lewis『The Life of James Clerk Maxwell (PDF) 』、1882年
- James C. Rautio『Maxwell's Legacy (PDF) 』、2005年 その和文要約 (PDF) 、2008年
- Peter M. Harman『The Natural Philosophy of James Clerk Maxwell』、Cambridge University Press、1998年

### その他書籍
- セン, ポール 著、水谷淳 訳『宇宙を解く唯一の科学 熱力学』河出書房新社、2021年6月25日。ISBN 978-4309254289。
- 米沢, 富美子「第５章 電気と磁気の謎を追う ―ジェームズ・C・マクスウェル―」『人物で語る物理入門 上』岩波書店〈岩波新書 新赤版 980〉、2005年11月18日。ISBN 978-4004309802。